# Coenonympha effeminata
Coenonympha effeminata är en fjärilsart som beskrevs av Maslowiz 1923. Coenonympha effeminata ingår i släktet Coenonympha och familjen praktfjärilar. Inga underarter finns listade i Catalogue of Life.